# Naarn im Machlande
Naarn im Machlande est une commune autrichienne du district de Perg en Haute-Autriche.